# جاسم العثمان
جاسم العثمان (1945) إعلامي سعودي، ويعتبر من أبرز المذيعين في التلفزيون السعودي، قدم العديد من البرامج التلفزيونية وقد اشتهر في برنامج مستشارك وبرنامج دقت ساعتك.

## مسيرته
كان ظهوره الأول في تلفزيون أرامكو في ذلك الوقت وخلال مرحلة التعليم الابتدائي حيث شارك في فيلمين تثقيفي وتوعوي، أما الظهور الأول على شاشة التلفزيون السعودي فكان عام 1978 من خلال سهرة شعبية من المنطقة الشرقية بمناسبة أحد الأعياد، أما الظهور الرسمي فكان عام 1980 كمتعاون في إعداد وتقديم البرامج واستمر التعاون حتى عام 2008 أي قرابة 30 سنة.

## من البرامج التي قدمها
- مساء الخير.
- تحت الأضواء.
- نجم على الهواء.
- دعوة سحور.
- قافلة الحياة الفطرية.
- مستشارك.
- دقت ساعتك.